# 대한민국의 과학기술정보통신부 차관
과학기술정보통신부 차관(科學技術情報通信部 次官)은 장관을 보좌하는 직위로, 정무직공무원으로 보한다.

## 임명
- 과학기술정보통신부 차관은 대통령이 임명한다.

## 역할
- 과학기술정보통신부 차관은 장관을 보좌하여 소관사무를 처리하고 소속공무원을 지휘·감독하며, 장관이 사고로 직무를 수행할 수 없으면 제1차관, 제2차관의 순으로 그 직무를 대행한다.

## 역대 차관

### 미군정 체신부 차장
| 정부   | 대수 | 이름           | 임기                       | 비고 |
| ------ | ---- | -------------- | -------------------------- | ---- |
| 미군정 | 초대 | 나맹기(羅孟綺) | 1946년 8월~1948년 1월 11일 |      |

### 체신부 차관
| 정부        | 대수           | 이름                              | 임기                             | 비고              |
| ----------- | -------------- | --------------------------------- | -------------------------------- | ----------------- |
| 제1공화국   | 초대           | 백홍균(白泓均)                    | 1948년 8월 10일~1948년 10월 31일 |                   |
| 제1공화국   | 2대            | 박용하(朴容夏)                    | 1948년 11월 1일~1949년 7월 28일  |                   |
| 제1공화국   | 3대            | 강직순(姜直淳)                    | 1949년 7월 29일~1952년 7월 4일   |                   |
| 제1공화국   | 4대            | 김의창(金義昌)                    | 1952년 7월 5일~1955년 8월 19일   |                   |
| 제1공화국   | -              | 최재호(崔在鎬)                    | 1955년 8월 20일~1955년 10월 4일  | 직무대리          |
| 제1공화국   | 5대            | 최재호(崔在鎬)                    | 1955년 10월 5일~1957년 3월 29일  |                   |
| 제1공화국   | 6대            | 조응천(曺應天)                    | 1957년 3월 30일~1960년 5월 5일   |                   |
| 제1공화국   | 7대            | 나익진(羅翼鎭)                    | 1960년 5월 6일~1960년 6월 2일    |                   |
| 제1공화국   | 8대            | 현근(玄槿)                        | 1960년 6월 3일~1960년 8월 18일   |                   |
| 제2공화국   | 9대            | 김학준(金學俊)                    | 1960년 8월 26일~1961년 5월 20일  | 정무차관          |
| 제2공화국   | 9대            | 정완영(鄭梡永)                    | 1960년 9월 19일~1961년 6월 12일  | 사무차관          |
| 제2공화국   | -              | 방문기(方文基)                    | 1961년 5월 20일~1961년 7월 10일  | 정무차관 직무대리 |
| 제2공화국   | -              | 신용철(申龍澈)                    | 1961년 6월 13일~1961년 7월 11일  | 사무차관 직무대리 |
| 제2공화국   | 10대           | 최재호(崔在鎬)                    | 1961년 7월 11일~1964년 2월 11일  |                   |
| 제3공화국   | 10대           | 최재호(崔在鎬)                    | 1961년 7월 11일~1964년 2월 11일  |                   |
| 11대        | 이진복(李晋馥) | 1964년 2월 17일~1966년 12월 27일  |                                  |                   |
| 12대        | 임남수(林南秀) | 1966년 12월 28일~1969년 4월 28일  |                                  |                   |
| 13대        | 김형수(金炯洙) | 1969년 4월 29일~1971년 6월 11일   |                                  |                   |
| 14대        | 노원식(盧元植) | 1971년 6월 12일~1972년 10월 5일   |                                  |                   |
| 제4공화국   | 15대           | 최병권(崔秉權)                    | 1972년 10월 6일~1976년 4월 1일   |                   |
| 제4공화국   | 16대           | 이경식(李經植)                    | 1976년 4월 2일~1979년 12월 19일  |                   |
| 제4공화국   | 17대           | 정규석(鄭圭石)                    | 1979년 12월 20일~1981년 5월 27일 |                   |
| 제5공화국   | 17대           | 정규석(鄭圭石)                    | 1979년 12월 20일~1981년 5월 27일 |                   |
| 18대        | 오명(吳明)     | 1981년 5월 28일~1987년 7월 13일   |                                  |                   |
| 19대        | 이해욱(李海旭) | 1987년 7월 18일~1988년 12월 12일  |                                  |                   |
| 19대        | 이해욱(李海旭) | 1987년 7월 18일~1988년 12월 12일  | 노태우 정부                      |                   |
| 20대        | 신윤식(申允植) | 1988년 12월 13일~1990년 12월 27일 |                                  |                   |
| 21대        | 윤동윤(尹東潤) | 1990년 12월 28일~1993년 2월 25일  |                                  |                   |
| 김영삼 정부 | 22대           | 경상현(景商鉉)                    | 1993년 3월 4일~1994년 12월 23일  |                   |

### 정보통신부 차관
| 정부        | 대수 | 이름           | 임기                              | 비고 |
| ----------- | ---- | -------------- | --------------------------------- | ---- |
| 김영삼 정부 | 23대 | 이계철(李啓徹) | 1994년 12월 16일~1996년 12월 23일 |      |
| 김영삼 정부 | 24대 | 박성득(朴成得) | 1996년 12월 24일~1998년 3월 8일   |      |
| 김대중 정부 | 25대 | 정홍식(鄭弘植) | 1998년 3월 9일~1998년 5월 29일    |      |
| 김대중 정부 | 26대 | 안병엽(安炳燁) | 1998년 5월 30일~2000년 2월 13일   |      |
| 김대중 정부 | 27대 | 김동선(金東善) | 2000년 2월 14일~2002년 2월 4일    |      |
| 김대중 정부 | 28대 | 김태현(金泰賢) | 2002년 2월 5일~2003년 3월 2일     |      |
| 노무현 정부 | 29대 | 변재일(卞在一) | 2003년 3월 3일~2004년 1월 28일    |      |
| 노무현 정부 | 30대 | 김창곤(金彰坤) | 2004년 1월 29일~2005년 1월 20일   |      |
| 노무현 정부 | 31대 | 노준형(盧俊亨) | 2005년 1월 20일~2006년 3월 28일   |      |
| 노무현 정부 | 32대 | 유영환(柳英煥) | 2006년 3월 28일~2007년 8월 31일   |      |
| 노무현 정부 | 33대 | 김동수(金東洙) | 2007년 8월 31일~2008년 2월 29일   |      |

### 과학기술처 차관
| 정부        | 대수           | 이름                             | 임기                              | 비고 |
| ----------- | -------------- | -------------------------------- | --------------------------------- | ---- |
| 제3공화국   | 초대           | 이재철(李在澈)                   | 1967년 4월 17일~1971년 6월 14일   |      |
| 제3공화국   | 2대            | 이창석(李昌錫)                   | 1971년 6월 15일~1979년 3월 14일   |      |
| 제4공화국   | 2대            | 이창석(李昌錫)                   | 1971년 6월 15일~1979년 3월 14일   |      |
| 3대         | 이응선(李應善) | 1979년 3월 15일~1982년 1월 4일   |                                   |      |
| 3대         | 이응선(李應善) | 1979년 3월 15일~1982년 1월 4일   | 제5공화국                         |      |
| 4대         | 김용한(金容瀚) | 1982년 1월 5일~1983년 10월 9일   | 아웅산 테러 사건으로 순국         |      |
| 5대         | 조경목(趙庚穆) | 1983년 10월 17일~1985년 7월 10일 |                                   |      |
| 6대         | 권원기(權原基) | 1985년 7월 11일~1988년 3월 4일   |                                   |      |
| 노태우 정부 | 7대            | 신만교(辛萬敎)                   | 1988년 3월 5일~1988년 12월 12일   |      |
| 노태우 정부 | 8대            | 최영환(崔永煥)                   | 1988년 12월 13일~1990년 12월 27일 |      |
| 노태우 정부 | 9대            | 서정욱(徐廷旭)                   | 1990년 12월 28일~1992년 6월 29일  |      |
| 노태우 정부 | 10대           | 박진호(朴辰好)                   | 1992년 6월 30일~1993년 3월 3일    |      |
| 김영삼 정부 | 11대           | 한영성(韓榮成)                   | 1993년 3월 4일~1994년 12월 25일   |      |
| 김영삼 정부 | 12대           | 구본영(具本英)                   | 1994년 12월 26일~1995년 12월 21일 |      |
| 김영삼 정부 | 13대           | 임창열(林昌烈)                   | 1995년 12월 26일~1996년 8월 12일  |      |
| 김영삼 정부 | 14대           | 이부식(李富植)                   | 1996년 8월 13일~1998년 3월 8일    |      |

### 과학기술부 차관
| 정부        | 대수 | 이름           | 임기                             | 비고 |
| ----------- | ---- | -------------- | -------------------------------- | ---- |
| 김대중 정부 | 15대 | 송옥환(宋鈺煥) | 1998년 3월 9일~1999년 5월 25일   |      |
| 김대중 정부 | 16대 | 조건호(趙健鎬) | 1999년 5월 26일~2000년 1월 26일  |      |
| 김대중 정부 | 17대 | 한정길(韓錠吉) | 2000년 1월 27일~2001년 4월 1일   |      |
| 김대중 정부 | 18대 | 류희열(柳熙烈) | 2001년 4월 2일~2002년 7월 18일   |      |
| 김대중 정부 | 19대 | 이승구(李昇九) | 2002년 7월 19일~2003년 3월 3일   |      |
| 노무현 정부 | 20대 | 권오갑(權五甲) | 2003년 3월 3일~2004년 1월 28일   |      |
| 노무현 정부 | 21대 | 임상규(任祥奎) | 2004년 1월 29일~2004년 10월 26일 |      |
| 노무현 정부 | 22대 | 최석식(崔石植) | 2004년 10월 28일~2006년 1월 31일 |      |
| 노무현 정부 | 23대 | 박영일(朴永逸) | 2006년 2월 1일~2007년 7월 26일   |      |
| 노무현 정부 | 24대 | 정윤(鄭潤)     | 2007년 7월 27일~2008년 2월 28일  |      |

### 교육과학기술부 차관

#### 교육과학기술부 제1차관
| 정부        | 대수 | 이름           | 임기                            | 비고 |
| ----------- | ---- | -------------- | ------------------------------- | ---- |
| 이명박 정부 | 초대 | 우형식(禹亨植) | 2008년 2월 29일~2009년 1월 20일 |      |
| 이명박 정부 | 2대  | 이주호(李周浩) | 2009년 1월 20일~2010년 8월 16일 |      |
| 이명박 정부 | 3대  | 설동근(薛東根) | 2010년 8월 16일~2012년 1월 8일  |      |
| 이명박 정부 | 4대  | 이상진(李相鎭) | 2012년 1월 9일~2012년 5월 7일   |      |
| 이명박 정부 | 5대  | 김응권(金應權) | 2012년 5월 8일~2013년 3월 13일  |      |

#### 교육과학기술부 제2차관
| 정부        | 대수 | 이름           | 임기                            | 비고 |
| ----------- | ---- | -------------- | ------------------------------- | ---- |
| 이명박 정부 | 초대 | 박종구(朴鍾九) | 2008년 2월 29일~2009년 1월 20일 |      |
| 이명박 정부 | 2대  | 김중현(金重賢) | 2009년 1월 20일~2010년 8월 16일 |      |
| 이명박 정부 | 3대  | 김창경(金昌經) | 2010년 8월 16일~2012년 6월 10일 |      |
| 이명박 정부 | 4대  | 조율래(趙律來) | 2012년 6월 11일~2013년 3월 13일 |      |

### 지식경제부 차관

#### 지식경제부 제1차관
| 정부        | 대수 | 이름           | 임기                            | 비고 |
| ----------- | ---- | -------------- | ------------------------------- | ---- |
| 이명박 정부 | 초대 | 임채민(林采民) | 2008년 3월 1일~2010년 3월 22일  |      |
| 이명박 정부 | 2대  | 안현호(安玹鎬) | 2010년 3월 23일~2011년 5월 18일 |      |
| 이명박 정부 | 3대  | 윤상직(尹相直) | 2011년 5월 18일~2013년 3월 13일 |      |

#### 지식경제부 제2차관
| 정부        | 대수 | 이름           | 임기                            | 비고                  |
| ----------- | ---- | -------------- | ------------------------------- | --------------------- |
| 이명박 정부 | 초대 | 이재훈(李載勳) | 2008년 3월 1일~2009년 1월 19일  |                       |
| 이명박 정부 | 2대  | 안철식(安哲植) | 2009년 1월 20일~2009년 1월 28일 | 과로사로 재임 중 사망 |
| 이명박 정부 | 3대  | 김영학(金榮鶴) | 2009년 2월 1일~2010년 8월 16일  |                       |
| 이명박 정부 | 4대  | 박영준(朴永俊) | 2010년 8월 16일~2011년 5월 18일 |                       |
| 이명박 정부 | 5대  | 김정관(金正寬) | 2011년 5월 18일~2013년 3월 13일 |                       |

### 국가과학기술위원회 상임위원
| 정부        | 대수 | 이름           | 임기                            | 비고 |
| ----------- | ---- | -------------- | ------------------------------- | ---- |
| 이명박 정부 | 초대 | 김차동(金次東) | 2011년 3월 28일~2012년 3월 2일  |      |
| 이명박 정부 | 초대 | 김화동(金華東) | 2011년 3월 28일~2013년 3월 23일 |      |
| 이명박 정부 | 2대  | 임기철(林基哲) | 2012년 3월 2일~2013년 3월 23일  |      |

### 미래창조과학부 차관

#### 미래창조과학부 제1차관
| 정부        | 대수 | 이름           | 임기                            | 비고     |
| ----------- | ---- | -------------- | ------------------------------- | -------- |
| 박근혜 정부 | 초대 | 이상목(李相睦) | 2013년 3월 25일~2014년 7월 25일 |          |
| 박근혜 정부 | 2대  | 이석준(李錫駿) | 2014년 7월 26일~2016년 1월 17일 |          |
| 박근혜 정부 | 3대  | 홍남기(洪楠基) | 2016년 1월 18일~2017년 5월 10일 |          |
| 박근혜 정부 | -    | 민원기(閔元基) | 2017년 5월 12일~2017년 6월 26일 | 직무대리 |

#### 미래창조과학부 제2차관
| 정부        | 대수 | 이름           | 임기                           | 비고 |
| ----------- | ---- | -------------- | ------------------------------ | ---- |
| 박근혜 정부 | 초대 | 윤종록(尹宗錄) | 2013년 3월 25일~2015년 2월 8일 |      |
| 박근혜 정부 | 2대  | 최재유(崔在裕) | 2015년 2월 9일~2017년 6월 6일  |      |

### 과학기술정보통신부 차관

#### 과학기술정보통신부 제1차관
| 정부        | 대수 | 이름           | 임기                              | 비고 |
| ----------- | ---- | -------------- | --------------------------------- | ---- |
| 문재인 정부 | 초대 | 이진규(李鎭奎) | 2017년 6월 27일~2018년 12월 14일  |      |
| 문재인 정부 | 2대  | 문미옥(文美玉) | 2018년 12월 14일~2019년 12월 19일 |      |
| 문재인 정부 | 3대  | 정병선(鄭炳善) | 2019년 12월 19일~2021년 3월 29일  |      |
| 문재인 정부 | 4대  | 용홍택(龍洪澤) | 2021년 3월 29일~2022년 5월 13일   |      |
| 윤석열 정부 | 5대  | 오태석(吳泰錫) | 2022년 5월 13일 ~ 2023년 7월 2일  |      |
| 윤석열 정부 | 6대  | 조성경(趙成暻) | 2023년 7월 3일 ~ 2024년 2월 25일  |      |
| 윤석열 정부 | 7대  | 이창윤(李昌潤) | 2024년 2월 26일 ~ 2025년 7월 14일 |      |
| 이재명 정부 | 8대  | 구혁채(具赫彩) | 2025년 7월 14일 ~                 |      |

#### 과학기술정보통신부 제2차관
| 정부        | 대수 | 이름           | 임기                             | 비고 |
| ----------- | ---- | -------------- | -------------------------------- | ---- |
| 문재인 정부 | 초대 | 김용수(金用輸) | 2017년 6월 7일~2018년 8월 26일   |      |
| 문재인 정부 | 2대  | 민원기(閔元基) | 2018년 8월 27일~2019년 12월 19일 |      |
| 문재인 정부 | 3대  | 장석영(張錫永) | 2019년 12월 19일~2021년 3월 29일 |      |
| 문재인 정부 | 4대  | 조경식(趙敬植) | 2021년 3월 29일~2022년 6월 2일   |      |
| 윤석열 정부 | 5대  | 박윤규(朴允圭) | 2022년 6월 3일~2024년 2월 25일   |      |
| 윤석열 정부 | 6대  | 강도현(姜度賢) | 2024년 2월 26일 ~2025년 6월 28일 |      |
| 이재명 정부 | 7대  | 류재명(柳濟明) | 2025년 6월 29일 ~                |      |

## 같이 보기
- 과학기술정보통신부
- 과학기술정보통신부 장관